# Master of Orion
Master of Orion (kurz MOO) ist eine Reihe von rundenbasierten Globalstrategiespielen für die Computerbetriebssysteme DOS, Windows, klassisches Mac OS und macOS. Das ursprüngliche Master of Orion wurde von Simtex entwickelt und 1993 von MicroProse veröffentlicht. Es folgten 1996 Master of Orion II: Battle at Antares (ebenfalls von MicroProse veröffentlicht) und 2003 Master of Orion III, veröffentlicht bei Infogrames. Es gilt zusammen mit Sid Meier’s Civilization als einer der Vorreiter des 4X-Strategiespiel-Genres.

## Chronologie der Master of Orion Reihe
Erschienen sind:
- 1993: Master of Orion I – für MS-DOS, 1995 für Mac OS
- 1996: Master of Orion II: Battle at Antares – für MS-DOS, Windows, 1997 für Mac OS
- 2003: Master of Orion III – für Windows und Mac OS
- 2016: Master of Orion: Conquer the Stars – ein Reboot der Serie für Windows und macOS

Zusätzlich gibt es einen Vorläufer von Master of Orion mit dem Titel Star Lords (manchmal auch „Master of Orion 0“ oder „MoO 0“ genannt). Dieses Spiel darf laut Quicksilver kostenlos heruntergeladen werden.

## Master of Orion
Master of Orion (MOO1) ist ein DOS-basiertes Einzelspieler-Globalstrategiespiel, entwickelt von Simtex und 1993 veröffentlicht von MicroProse.
Das Spielumfeld sind dabei Planetensysteme in einer fiktiven, zufallsgenerierten Galaxis. Der Spieler führt im Spiel die Zivilisation einer Spezies, beginnend bei der Entwicklung des überlichtschnellen Fluges, bis zum Beherrschen der Galaxie. So ist es möglich Raumschiffe zu bauen, die Galaxis zu erkunden, neue Planeten zu besiedeln, die Wirtschaft aufzubauen und zu forschen, sowie seine Schiffe und planetaren Bauten zu verbessern. Bei Kontakt mit anderen Spezies können Diplomatie, Handel und auch Kampf zum Einsatz kommen. Im Vergleich zu den Nachfolgern schon weitgehend ausgearbeitet ist der Diplomatieaspekt. Neben Krieg und Frieden gibt es verschiedene Verträge zum Technologie- und Wirtschaftsaustausch. Der Sieg ist diplomatisch – durch erfolgreiche Wahl zum Oberhaupt des galaktischen Rates – oder militärisch – durch Eroberung aller bewohnbaren Planeten zu erringen.
Viele Aspekte des Spiels, wie beispielsweise die Produktionsplanung, werden als einfache Zahlen mit Balkenreglern als Einstellungsmöglichkeit dargestellt. Jede Sonne auf der Karte stellt ein bewohnbares Objekt dar, Planeten gibt es im eigentlichen Sinn also nicht. Die Forschung verläuft prozentual verteilt in mehreren Forschungsbereichen parallel. Der Spieler kann maximal sechs Schiffstypen erstellen, die in Unmengen hergestellt werden können. Im Raumkampf werden alle Schiffe eines Typs zu einer Einheit zusammengefasst.

### Rezeption
In der PC Player 1993-12 erhielt Master of Orion eine Wertung von 78 Punkten.

## Master of Orion II: Battle at Antares
Bei Master of Orion II: Battle at Antares (Master of Orion 2, MOO2) wird das grundlegende Spielprinzip von Master of Orion (I) beibehalten. Der Nachfolger zeichnet sich vor allem durch eine größere Detailtiefe, höher aufgelöste Grafiken und einen Multiplayer-Modus aus.

### Erweiterungen des Spielkonzepts
- Es gibt nun Sonnensysteme mit einzelnen Planeten, die alle einzeln kolonisiert werden können.
- Die Bevölkerung wird nun nicht mehr als Zahl dargestellt, sondern pro Million Bevölkerung gibt es eine Bevölkerungseinheit, die man beliebig der Forschung, Produktion oder Versorgung zuweisen kann. Diese Bevölkerung wird nun bei einer Invasion auch nicht mehr zwangsläufig umgebracht, wie es im ersten Teil noch der Fall war. So ist das Entstehen von Mischbevölkerungen möglich.
- Die Planeten können nun auch mit Gebäuden erweitert werden, die verschiedene Dinge verbessern oder ermöglichen.
- Der Forschungsbaum ist nicht mehr randomisiert und es ist nur noch möglich, in jeweils einem Technologiefeld zu forschen, aus dem für gewöhnlich nur eine Technologie erhältlich ist. Die restlichen können von anderen Spielern mittels Diplomatie, Eroberung (von Kolonien und Schiffen) oder Spionage erworben werden. Für kreative Rassen ist es ebenfalls möglich, alle drei Technologien eines Felds zu erforschen.
- Bei den Raumschiffen kann man jetzt mehr als sechs Typen haben, was dazu führt, dass oft auch sehr alte Schiffe noch benutzt werden (die nachgerüstet werden können), was den Vorteil einer erfahrenen Besatzung mitbringt. In den Kämpfen werden nun auch alle Schiffe einzeln dargestellt und auch in einer zweidimensionalen Spielbrettumgebung simuliert. Riesige Flotten wie in MOO1 gibt es nicht mehr, da ein Kommandopunktesystem die Anzahl der Schiffe stark begrenzt und außerdem in einer Kolonie nur noch maximal ein Schiff pro Spielrunde produziert werden kann.
- Mit den Trilarianern, Gnolams und Elerianern wurden drei weitere Rassen eingeführt. Außerdem kann der Spieler in MOO2 seine Rasse zu Spielbeginn alternativ nach Maß zusammenstellen.
- Zusätzlich wurde in MOO2 die Rasse der Antaraner eingeführt, die allerdings in einer anderen Dimension gefangen ist. Als Zufallseffekt, der vor Spielbeginn ausgeschaltet werden kann, dringen sie von Zeit zu Zeit in die Spielergalaxie ein und versuchen eine zufällige Kolonie zu zerstören. Sie verfügen über sehr fortschrittliche Schiffe, greifen aber nur mit wenigen an. Jeder weitere Angriff erfolgt mit mehr und größeren Schiffen als der vorherige. Um die Antaraner in ihrer Dimension erreichen und schlagen zu können, benötigt man selbst sehr fortschrittliche Technologie. Der Sieg über Antares führt ebenfalls zum Sieg des Spielers.

### Technische Eigenschaften
Das Spiel lag in der Verkaufsversion als DOS-, Windows-95- als auch als Mac-OS-Version vor und bietet einen Multiplayermodus, der jedoch zwischen den Spielversionen nicht interoperabel ist.
Master of Orion II: Battle at Antares war über das Total Entertainment Network (TEN) im Internet spielbar. Nach nur kurzer Existenz von TEN dienten Multiplayer-Suchmaschinen mit IPX-Emulatoren wie Kahn und Kali (Shareware) als neue Multiplayer-Plattform. Später verlor Kahn an Bedeutung, da es nicht mit Windows XP kompatibel war, doch sind mit VPN-Lösungen und dem DOS-Emulator DOSBox zwei weitere Alternativen in Erscheinung getreten.
In Master of Orion II hat die KI Produktionsboni und bis zu 18 mehr Designpunkte für die Rasse, während der Spieler nur 10 Designpunkte verteilen kann. Außerdem darf die KI Schiffe günstiger upgraden und abhängig von der Spielstufe können bis zu zwei Schiffe pro Runde kostenlos upgegradet werden.
Version 1.31 ist der letzte offizielle Patch, es existiert außerdem ein Fan-Patch in der Version 1.50.22.

## Master of Orion III
2003 wurde das von Quicksilver Software entwickelte Master of Orion III (Master of Orion 3) veröffentlicht. Das Gameplay von Master of Orion wurde komplett verändert und im Wesentlichen komplexer ausgelegt.

### Handlung
Aus Rache für die verlorene, sogenannte Schlacht bei Antares (es stellte sich heraus, dass nicht Antares selbst vernichtet wurde, sondern nur ein Außenposten der Antaraner), starteten die Antaraner einen Vergeltungsfeldzug in den Orion-Sektor und versklavten alle dortigen Völker. Eintausend Jahre später misslang ein Biowaffen-Experiment der Antaraner, wodurch 98 % ihrer Bevölkerung ausgelöscht wurde und ihr Imperium zusammenbrach. Einzig auf Antares selbst und auf dem Planeten Orion konnte sich ihre Zivilisation halten. Der Kontakt zwischen beiden Welten brach jedoch ab und so beschlossen die stark geschwächten Antaraner auf Orion sich von nun an die „Neu-Orionen“ zu nennen und den Galaktischen Rat wieder ins Leben zu rufen, um die Völker im Orion-Sektor so unter Kontrolle halten zu können. In der Folge erhoben sich die Mrrshan, die Bulrathi, die Elerianer, die Gnolam, die Alkari und die Darlok gegen ihre Unterdrücker, woraufhin diese, immer noch sehr mächtig, die Heimatwelten der Aufständischen zerstörten und ihre Völker fast gänzlich ausrotteten. Die übrigen Völker sind seitdem sehr vorsichtig beim Umgang mit den „Neu-Orionen“, doch streben sie insgeheim danach, sich wieder aufzubauen und zu entwickeln, um den verhassten Feind eines Tages besiegen zu können.

## Nachfolger und Alternativen

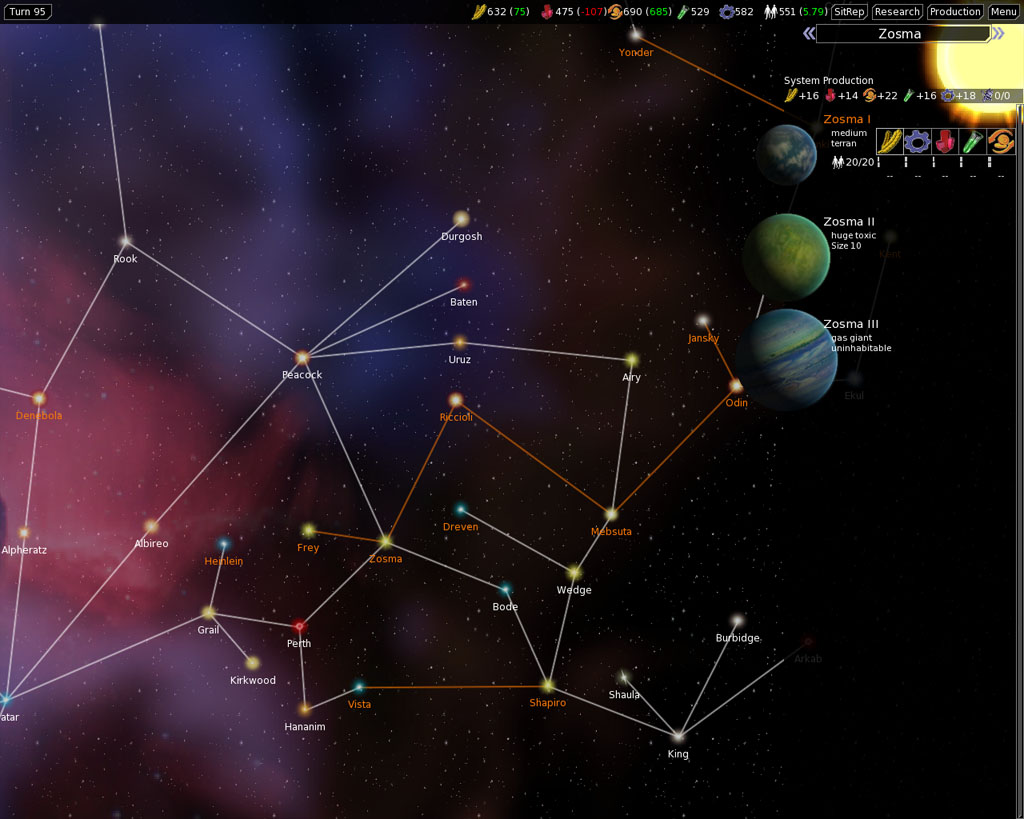
Bildschirmfoto vom FreeOrion-Projekt

Stardock, der Entwickler von Galactic Civilizations, plante, eine Lizenz für Master of Orion zu erwerben. Stardock-CEO Brad Wardell: „Wir wollen ein Master of Orion 4 machen“ und „Es wäre ein verbessertes Master of Orion 2“. Ein Hinweis auf das Interesse seitens Stardocks ist, dass die MOO-Serie auf Stardocks Softwaredistributionsplattform „Impulse“ erworben werden kann. Ferner wurde das Spiel bereits für die Ausführung auf modernen Windows-Versionen (Vista/7) aktualisiert. Vormals war die Ausführung nur über MS-DOS-Emulatoren möglich.
Von Spellbound Entertainment stammt Perry Rhodan: Operation Eastside, ein 4X-Spiel, das 1998 erschien und mit Einschränkungen sogar unter Windows XP spielbar ist. Wie der Name sagt, ist es im Perry-Rhodan-Universum angesiedelt – hat aber mit den Romanvorlagen kaum etwas zu tun. Allein die Rassen sind nach Völkern in den Romanen benannt. Das Spielprinzip ist stark an Master of Orion angelehnt. Allerdings kann man nicht mehr durch Wahl, sondern nur durch festgelegte Siedlungserfolge oder den Sieg über alle Gegner gewinnen.
Star Trek: Birth of the Federation (kurz: BOTF) wurde von MicroProse entwickelt und erschien im Jahr 1999. BOTF ist im Star-Trek-Universum angesiedelt und weist ein ähnliches Spielprinzip wie Master of Orion 2 auf.
Im Jahr 2006 sind mit Galactic Civilizations 2 (GalCiv2), Sword of the Stars (SOTS) und Space Empires V drei Titel erschienen, die dem rundenbasierten 4X-Strategiegenre zugerechnet werden.
Im Herbst 2011 ist ein Spiel mit dem Namen Starbase Orion für iOS erschienen, welches MOO2 sehr ähnlich ist und von einem Fan entwickelt wurde.
Es gibt ein aktives Open-Source-Projektteam, das seit 2003 ein von Master of Orion inspiriertes, aber keineswegs geklontes, rundenbasiertes, nicht nur unter Windows spielbares Weltraumeroberungs-Spiel unter der GPL und Creative Commons entwickelt. Dieses Projekt hat sich als Entwickler nichtkommerzieller „freier Software“ FreeOrion genannt. Das Spiel wurde insgesamt schon mehr als 500.000 mal heruntergeladen. Die wichtigsten Informationen findet man im projekteigenen FreeOrion-Wiki. Die Kurzfassung gibt ein FAQ. Die im Februar 2013 veröffentlichte „FreeOrion v0.4.2 Stable Version“ weist laut ChangeLog gegenüber der Version 0.4.1 vom Juli 2012 zahlreiche Neuerungen und Verbesserungen auf.
Ein weiterer moderner Ableger ist Stellaris von 2016.

## Master of Orion: Conquer the Stars
Am 9. Juni 2015 kündigte Wargaming.net einen Reboot der Serie mit dem Untertitel Conquer the Stars an, nachdem die Firma sich bereits 2013 im Rahmen einer Auktion nach der Insolvenz von Atari Inc., einem in den USA ansässigen Tochterunternehmen von Atari SA (bis 2009 Infogrames SA), die Markenrechte an Master of Orion gesichert hatte. Die Entwicklung des neuen Spiels übernahmen die NGD Studios aus Argentinien. Darüber hinaus konnten auch wichtige Personen gewonnen werden, die schon am Original mitgearbeitet haben.
Eine Early-Access-Version von Master of Orion: Conquer the Stars war bereits ab dem 26. Februar 2016 auf Steam und GOG.com verfügbar. Veröffentlicht wurde das Spiel am 25. August 2016. Am 1. Dezember 2016 erschien der kostenlose DLC The Revenge of Antares, der das NPC-Volk der Antaraner und eine sich auf dieses beziehende neue Siegbedingung enthält. Weitere Neuerungen dieses Updates sind kleine NPC-Nebenrassen, die als Verbündete gewonnen werden können und Boni bringen, sowie, wie schon im zweiten Teil der Spieleserie, rekrutierbare Helden und Anführer. Gleichzeitig wurde ein weiterer, kostenpflichtiger DLC namens Revenge of Antares Race Pack veröffentlicht, der die drei spielbaren Rassen Elerianer, Gnolam und Trilarianer beinhaltet.

## Rassen im Master-of-Orion-Universum
Folgende Rassen finden in den Spielen der MoO-Reihe Verwendung:
| Spezies          | Rasse       | Heimatwelt  | Spezialitäten | MoO Version   |
| ---------------- | ----------- | ----------- | --- | ------------- |
| Humanoid         | Menschen    | Sol         | Handel und Diplomatie | 1-3, CtS      |
| Humanoid         | Psilonen    | Mentar      | Forschungsbonus; kreativ (erforschen mehr Technologien); Mali bei Bodentruppen und Produktion                                                         | 1-3, CtS      |
| Humanoid         | Evon        | Unbekannt   | Militär | 3             |
| Saurianisch      | Sakkra      | Sssla       | Vermehrung; höhere Nahrungsproduktion; höhere Bevölkerungsdichte möglich; Feudal (Forschungsmalus, Bonus im Raumschiffbau)                            | 1-3, CtS      |
| Saurianisch      | Raas        | Unbekannt   | Produktion | 3             |
| Saurianisch      | Grendarl    | Unbekannt   | Vermehrung, Militär | 3             |
| Geoden           | Silicoiden  | Cryslon     | brauchen keine Nahrung; tolerant gegen Verschmutzung; langsameres Bevölkerungswachstum; keine diplomatischen Kontakte mit anderen Spezies möglich     | 1-3, CtS      |
| Insektoidisch    | Klackonen   | Kholdan     | Durch kollektivistische Staatsform höhere Industrie- und Nahrungsproduktion sowie Spionageabwehrbonus; keine Moral-Boni/-Mali, da Schwarmbewusstsein; | 1-3, CtS      |
| Insektoidisch    | Tachidi     | Unbekannt   | Militär | 3             |
| Kyberneten       | Meklar      | Meklon      | höhere Industrieproduktion; konsumieren je 1/2 Nahrungs- und Produktionseinheit pro Runde; kybernetisch (reparieren Schiffe im Kampf)                 | 1-3, CtS      |
| Kyberneten       | Cynoiden    | Unbekannt   | Automatisierung → mehr Fabriken | 3             |
| Harvester        | Ithkul      | Unbekannt   | Beachtliche Boni in allen Bereichen | 3             |
| Ichtosyaner      | Trilarianer | Trilar      | Ozeanbewohner; schnellere Raumschiffe | 2-3, CtS      |
| Ichtosyaner      | Nommo       | Trilar      | Ozeanbewohner, Forschungsbonus, hohe Diplomatie | 3             |
| Ätheraner        | Imsaies     | Unbekannt   | Leben auf Gasriesen, Forschungsbonus, Diplomatiebonus, Produktionsbonus                                                                               | 3             |
| Ätheraner        | Eoladi      | Unbekannt   | Leben auf Gasriesen, Forschungsbonus, Diplomatiebonus, Produktionsbonus                                                                               | 3             |
| Formwandler      | Darlok      | Nazin       | Spionage/Sabotage; Raumschiffe unsichtbar für andere Spieler                                                                                          | 1-2 (3*), CtS |
| Canin            | Bulrathi    | Ursa        | Bodentruppen; kein Malus in High-Gravity-Welten; Angriffs- und Abwehrbonus im Weltraumkampf                                                           | 1-2 (3*), CtS |
| Avian            | Alkari      | Altair      | Defensivbonus im Raumkampf; Artefakte auf Heimatwelt (Forschungsbonus)                                                                                | 1-2 (3*), CtS |
| Felid            | Mrrshan     | Fieras      | Angriffsbonus im Raumkampf; Mehr Kommandopunkte für Raumschiffflotte; Training der Raumschiff-Crews                                                   | 1-2 (3*), CtS |
| Humanoid         | Gnolam      | Gnol        | Handel; Generierung von Steuereinnahmen Glück; Low-G (Malus in normalen und High-gravity-Welten)                                                      | 2 (3*), CtS   |
| Humanoid         | Elerianer   | Draconis    | Militär, telepathisch (→ gewaltlose Eroberung von Planeten und Spionagebonus); Feudal (Forschungsmalus, Bonus im Raumschiffbau)                       | 2 (3*), CtS   |
| Gargantua        | Rhea        | Rhea        | Bevorzugen kalte Gasriesen, Militär, hohe Umweltverschmutzung                                                                                         | 3*            |
| Pilzartig        | Phaigour    | Unbekannt   | Militär, hohes Bevölkerungswachstum | 3*            |
| Pflanzenartig    | Audrieh     | Unbekannt   | Militär, niedrige Umweltverschmutzung | 3*            |
| Proto-Plasmide   | Ajadar      | Unbekannt   | Militär, hoher Opressometer-Wert | 3*            |
| Nicht Körperlich | Brye Eths   | Unbekannt   | Militär, brauchen eine Nahrung für 5 Bevölkerungseinheiten                                                                                            | 3*            |
| Humanoid         | Terraner    | Alpha Ceti  | Militaristen, Strategen, Strahlenangriff +25%, Moral +15%                                                                                             | CtS           |
|                  | Glis        | Gly         | Kreditpunktebonus | CtS*          |
|                  | Nyunyus     | Nyu         | Kreditpunktebonus | CtS*          |
|                  | Yar-ssianer | Yar-ssan    | Kreditpunktebonus | CtS*          |
|                  | Akirianer   | Ban-El-Akir | Forschungspunktebonus | CtS*          |
|                  | Nyemorianer | Nyemor      | Forschungspunktebonus | CtS*          |
|                  | Thersonier  | Thersonia   | Forschungspunktebonus | CtS*          |
|                  | Eldritch    | Tetchys     | Nahrungsbonus | CtS*          |
|                  | Degoniter   | Degon       | Nahrungsbonus | CtS*          |
|                  | Zarkonier   | Zarkonia    | Nahrungsbonus | CtS*          |

- Mit 3* gekennzeichnete Spezies sind im dritten Teil nicht spielbar. Sie können aber in das eigene Volk integriert werden, wenn eine Kolonie auf einem von diesen Rassen bewohnten (aber nicht kontrollierten) Planeten errichtet wird.
- Mit CtS* gekennzeichnete Spezies sind bei Master of Orion: Conquer the Stars nicht spielbar, können aber in das Imperium integriert werden.
- In Star Lords, dem Vorgänger der Master-of-Orion-Serie waren die Humans (Menschen), die Avians (Alkari), die Felines (Mrrshan), die Klackons (Klackonen), die Meklars (Meklar), die Mentats (Psilonen), die Nazguuls (Darlok), die Saurians (Sakkra), die Silicoids (Silicoiden) und die Ursoids (Bulrathi) spielbar.